# Jesse Ed Davis
Jesse Edwin Davis (21 de setembro de 1944 - 22 de junho de 1988) foi um guitarrista americano de origem indígena. Ele foi considerado como um artista de sessão. Sua morte em 1988 é atribuída a uma overdose de drogas. 

## Biografia
Nascido em Norman em Oklahoma Davis começou a sua carreira musical em Oklahoma City. Filho de Jesse Ed Davis II e Kiowa . Ele se formou no Northeast High School em 1962.
Davis começou sua carreira musical em 1950 tocando em Oklahoma City e em cidades vizinhas com John Ware (mais tarde com o baterista Emmylou Harris) e outros.
Por meados dos anos 1960 Davis teve sair da Universidade de Oklahoma e foi excursionar com Conway Twitty.
Davis mudou-se para Califórnia  onde através de sua amizade com Levon Helm  ele conheceu Leon Russell. Ele tornou-se um musico de sessão antes de se juntar com Taj Mahal tocando guitarra e piano em seus três primeiros álbuns. Ele fez uma breve aparição em The Rolling Stones Rock and Roll Circus como guitarrista de Taj Mahal.

## Morte
Em 22 de junho de 1988 Jesse Ed Davis entrou em colapso e foi declarado morto em uma lavanderia em Venice na Califórnia. Sua morte é comumente atribuída a uma overdose de heroína. Ele tinha 43 anos de idade.
Em 2002, Davis foi postumamente introduzido no Oklahoma Jazz Hall of Fame.